# 安德里伊夫卡 (布恰區)
50°33′5″N 29°50′12″E / 50.55139°N 29.83667°E

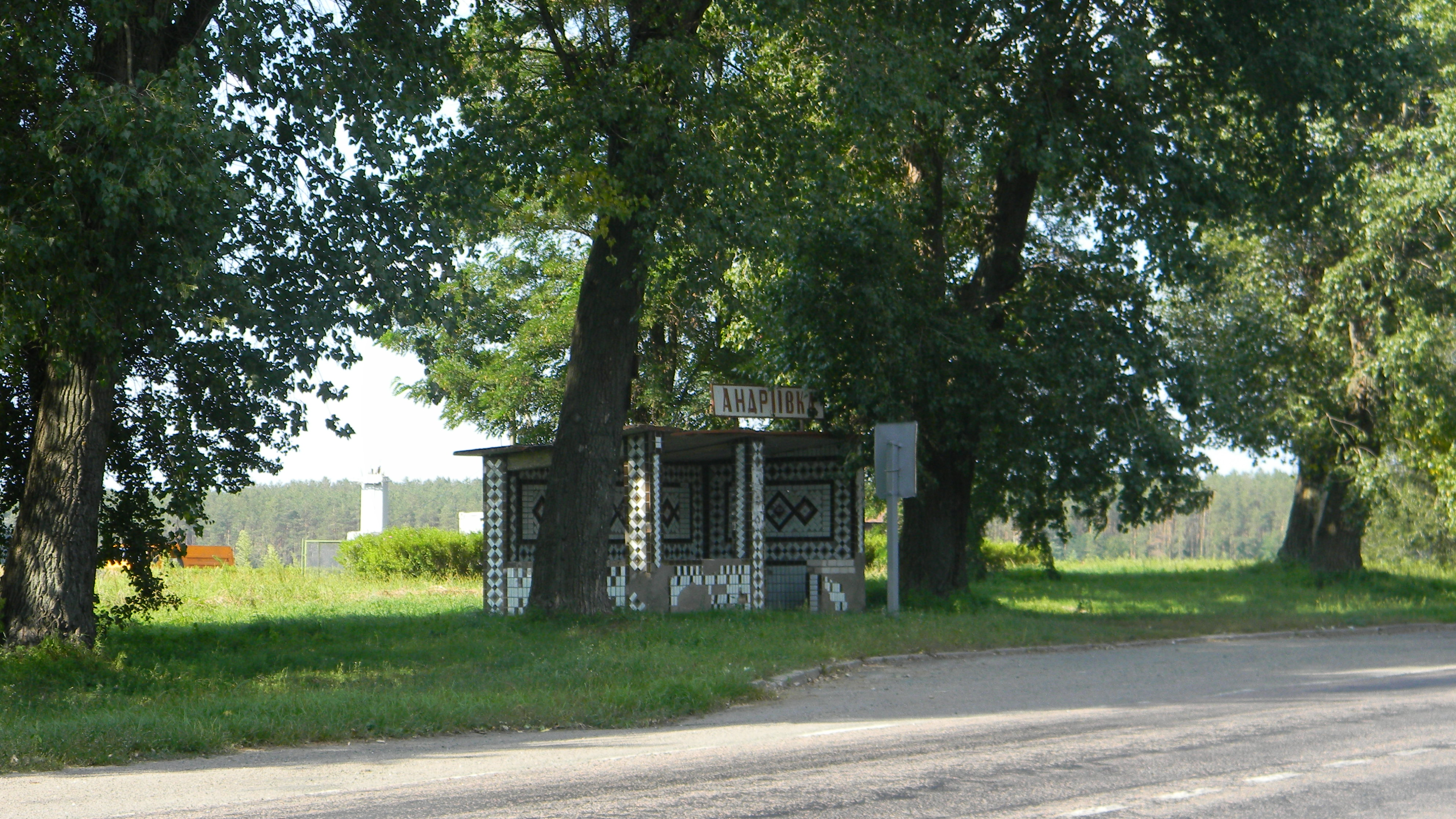

安德里伊夫卡（烏克蘭語：Андріївка）是位於烏克蘭北部的村莊，由基辅州布恰区的馬卡里夫市鎮負責管轄。該村始建於1590年，面積0.51平方公里，海拔高度154米，2001年人口1,082，人口密度每平方公里2,113.3人。